# Source d'énergie intermittente

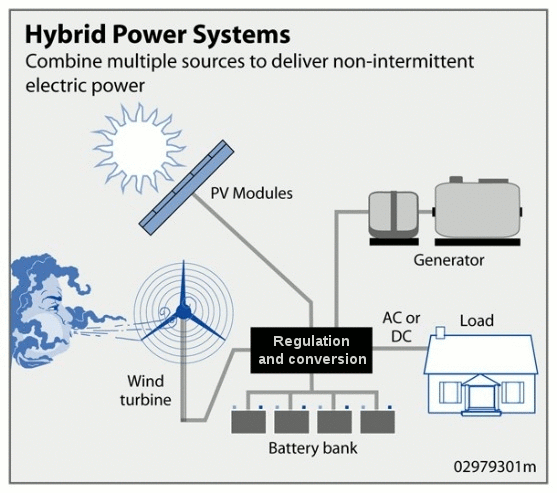
Système énergétique hybride utilisant des sources d'énergie intermittentes.

Les sources d'énergie intermittentes sont les sources de production d'énergie renouvelable correspondant à des flux naturels, qui ne sont pas disponibles en permanence et dont la disponibilité varie fortement sans possibilité de contrôle. Certaines de ces sources d'énergie ont des variations régulières, comme l'énergie marémotrice et (partiellement) l'énergie solaire, d'autres sont moins régulières, comme l'énergie éolienne.

## Terminologie
L'Agence internationale de l'énergie considère le terme « énergie intermittente » comme trompeur car, au niveau du réseau électrique, l’agrégation de ces productions ne passe jamais brusquement de zéro à son maximum ni vice-versa, et recommande donc plutôt le terme « énergie variable ».

## Caractéristiques
Les avantages des sources d'énergie intermittentes tiennent à leur caractère renouvelable et inépuisable à l'échelle humaine ; elles ont un coût marginal négligeable et émettent peu de polluants. En revanche, les coûts d'investissement pour exploiter ces sources renouvelables sont relativement élevés par rapport aux sources d'énergie conventionnelles, malgré une baisse au cours de la décennie 2010. Ces sources d'énergies sont principalement utilisées pour produire de l'électricité.
Ces sources varient considérablement au gré des fluctuations météorologiques. On parle d'intermittence pour caractériser le fait que leur production peut tomber à zéro ou à de très faibles niveaux sur des périodes et des aires géographiques souvent très étendues. L'intermittence cause des problèmes grandissants dans de nombreux pays développés : Allemagne, Royaume-Uni, Japon.

## Niveau d'intégration actuel
La proportion d’électricité produite par des sources intermittentes dans les réseaux électriques a augmenté considérablement au cours des décennies 2000-2020. Cette intégration est dictée par les préoccupations réglementaires sur la durabilité et l'impact environnemental de la production d'électricité, ainsi que par le progrès technologique qui a permis de diminuer le coût du capital nécessaire pour exploiter ces ressources. De nombreux systèmes aux États-Unis (Californie, Texas) et en Europe (Danemark, Espagne, Allemagne) produisent plus de 10 % de leur consommation annuelle d'énergie à partir de sources intermittentes.
En 2023, plusieurs pays de l'Union européenne ont atteint le seuil de 50 % d'énergies renouvelables dans leur production d'électricité : l'Allemagne annonce avoir atteint 52 %, le Portugal revendique une électricité verte à 61 %, et l'Espagne a franchi en 2023 le seuil des 50 %. Cette poussée a été facilitée par la déprime de la consommation d'électricité en Europe, qui reste en moyenne 3 % inférieure à son niveau d'avant-crise, mais on observe aussi une très forte accélération des raccordements solaires : en Allemagne, 14 GWc de nouvelles installations ont été raccordées et en Espagne 8,2 GWc. Au total, dans l'Union européenne, les raccordements de nouvelles installations solaires ont progressé de 40 %, alors que celles de l'éolien n'ont augmenté que de 6 %. Plus de 40 % de l'électricité produite en Europe est d'origine renouvelable.

## Prise en compte de l'intermittence
Dans un système électrique 100 % renouvelable, ces productions intermittentes doivent être associées à des productions pilotables capables de couvrir la « demande résiduelle » (demande moins productions intermittentes) afin d'assurer l'équilibre de la production à tout moment.

### Effets sur la gestion du réseau d'électricité
Les gestionnaires de réseau d'électricité optimisent la production des centrales des jours et heures en avance. L'imprévisibilité de l'alimentation renouvelable peut provoquer des déséquilibres qui entraînent des variations coûteuses de la production prévue et peut nuire à la stabilité des réseaux électriques. Quand le soleil ne brille pas et que le vent vient à manquer, on parle de sècheresse énergétique. Le démarrage de générateurs conventionnels afin de compenser une diminution de la production renouvelable peut prendre plusieurs heures, conduit à plus de pollution de l'air, induit un entretien plus fréquent des centrales et perturbe le planning d'autres générateurs conventionnels à cause des variations de production par les sources intermittentes qui sont mises en ligne. Des problèmes similaires sont causés par l’arrêt d'unités classiques parfois nécessaire pour équilibrer une augmentation imprévue de la production renouvelable.
La variabilité à court terme des ressources renouvelables (minute par minute) peut aussi provoquer des déséquilibres du réseau électrique. Cette variabilité exige un contrôle primaire des générateurs afin de pouvoir corriger les déséquilibres rapidement. De plus, un contrôle secondaire (générateurs qui peuvent remplacer le contrôle primaire après l'occurrence d'une déviation par rapport aux prévisions de la production renouvelable) est aussi nécessaire. Comme la production renouvelable peut varier rapidement et avec une grande ampleur, le contrôle primaire doit être capable de réagir rapidement.
Plusieurs systèmes d'électricité utilisent de grandes quantités d'énergie hydroélectrique. Pendant les mois où la neige fond et l'alimentation hydroélectrique augmente, la production supplémentaire d'énergie éolienne provoque un problème d'offre excédentaire. Il est aussi possible que les vents augmentent pendant la nuit et diminuent au cours de la journée, en conséquence la production éolienne est parfois négativement corrélée avec la consommation.
Certains générateurs éoliens s’arrêtent pour des raisons de protection mécanique quand les vents deviennent trop forts. Comme les générateurs éoliens fournissent une quantité importante d'énergie aux réseaux électriques pendant les périodes de grands vents, il y a un risque accru de pertes d'approvisionnement pendant les orages pendant lesquels des rafales de vent peuvent provoquer la mise en sécurité des éoliennes. Ce problème est exacerbé dans les grands parcs éoliens où tous les générateurs éoliens fonctionnent avec des vitesses de coupure identiques.
Dans un rapport publié en octobre 2023, l'Agence internationale de l'énergie met en garde : « les investissements dans les énergies renouvelables ont quasiment doublé depuis 2010, tandis que ceux alloués aux réseaux électriques restent quasiment stables, à environ 300 milliards de dollars par an ».
Au Chili, où la part des énergies solaire et éolienne atteint 31 % de la production d'électricité en 2023, les réseaux électriques, capables d'amener l'énergie produite au nord du pays vers les zones plus habitées du centre et du sud, sont complètement saturés, si bien que leurs gestionnaires refusent une partie de la production pendant les heures où elle est la plus élevée. Entre janvier et mai 2023, le Chili a atteint un record de 735 GWh d'énergie renouvelable refusée par le réseau électrique. Au total, 10 % de l'énergie verte produite en 2023 a ainsi été perdue. Ces pertes persisteront jusqu'à la mise en service de la deuxième ligne électrique reliant le nord au sud, annoncée pour 2028, puis désormais attendue pour 2031.
Le mois de novembre 2024 a été marqué en Allemagne par un épisode de sècheresse énergétique particulièrement long du 2 novembre au 13 novembre ; la charge résiduelle a culminé à 66 395 MW le 6 novembre et les importations à 16 970 MW le 7 novembre ; la production éolienne en mer est tombée à zéro le 6 novembre à 18 h 30 et celle de l'éolien terrestre à 44 MW le à 15 h 45.

### Conséquences
La recherche et l'expérience montrent que les coûts d'intégration des sources d'énergie intermittentes varient entre 0 et 7 $/MWh,. Gross et al. donnent une estimation de 5 £/MWh pour l'intégration de l'énergie éolienne. Une étude publiée en 2006 par Enernex sur l'intégration de l'énergie éolienne au Minnesota conclut que le coût des réserves, le coût résultant de la variabilité et les erreurs de prévision se traduira par un coût compris entre 2,11 $ (pour 15 % de pénétration) et 4,41 $ (25 % de pénétration) par mégawatt-heure d'énergie éolienne fournie. De même, le rapport sur l'intégration des sources renouvelables de l’opérateur californien CAISO prévoit une augmentation moyenne du prix de l'électricité en raison des erreurs de prévision des vents.
L'excédent d'énergie renouvelable doit être éliminé pendant les heures de production excédentaire si le système n'est pas capable d'absorber de manière fiable cette production,. Au début du printemps, l'opérateur du système en Californie utilise le surplus d'électricité pour pomper de l'eau dans les barrages hydroélectriques ou rejette[Comment ?] l'énergie éolienne. La production renouvelable est également rejetée dans des conditions normales en Californie quand la prévision sous-estime la quantité de la production renouvelable et lorsque l'excès de puissance ne peut pas être vendu. Au Texas, l'opérateur rejette la production renouvelable en cas de hausse de la demande, pour des raisons de fiabilité.
En Allemagne, où les connexions pour transporter l'électricité produite au nord vers les lieux de consommation au sud du pays sont insuffisantes, les coûts de gestion de la congestion des lignes électriques ont triplé entre 2020 et 2023, atteignant 4,3 milliards € ; un total de 8 TWh de production est réduite ou écrêtée.
L'intermittence impose une limite au pourcentage d’intégration des sources renouvelables. Dans les années 2010, certaines énergies renouvelables fonctionnent avec des règlements favorables dans de nombreux marchés. Certains gestionnaires en Europe (Danemark, Grèce) aux les États-Unis (PJM, NYISO, CAISO, Ontario OMI) acceptent des sources renouvelables sur une base prioritaire. L'intégration des sources renouvelables à grande échelle ne peut pas compter seulement sur le soutien réglementaire, mais exige aussi d'autres mesures technologiques et institutionnelles.
Les énergies intermittentes présentent un EROEI beaucoup plus faible que celui des énergies classiques,.

#### Conséquences sur le prix de marché de l'électricité
L'étude « L'Energiewende et la transition énergétique à l'horizon 2030 », réalisée par le think-tank allemand Agora Energiewende et l'Institut du développement durable et des relations internationales et publiée en mars 2018, constate que « le coût des énergies renouvelables décroît, mais leur capacité à se rémunérer par le marché est incertaine », car « leur prix de vente (ou « valeur de marché ») a tendance à baisser lorsque la ressource primaire est abondante (journée très ensoleillée ou vents forts). Ces caractéristiques influencent significativement la rémunération des énergies renouvelables variables, qui sont généralement inférieures aux prix moyens de marché. Plus le niveau de pénétration des énergies renouvelables est élevé, plus cet effet s’accentue. On parle parfois dans ce contexte de « cannibalisation » de la valeur des énergies renouvelables lorsque leur part dans le système électrique augmente ». Les simulations de l'étude estiment que la valeur du solaire est inférieure de 5 % au prix de marché moyen en 2018 et celle de l'éolien terrestre de 17 % et que ces écarts passeraient en 2030 à 6 à 9 % pour le solaire et de 15 à 21 % pour l'éolien terrestre.
Dans certains marchés, au Portugal et en Espagne notamment, on a assisté à des périodes de prix négatifs d'une ampleur sans précédent en 2023, du fait du manque de connexions de la péninsule ibérique au reste du continent et d'un contexte de déprime de la demande d'électricité.
Au Chili, la congestion du réseau due au développement du solaire fait tomber quotidiennement les prix à zéro sur le marché de l'électricité, fragilisant certains acteurs des énergies renouvelables, dont plusieurs se sont déclarés insolvables. Des projets se préparent afin d'utiliser l'énergie excédentaire pour produire de l'hydrogène vert à destination de l'industrie minière.
En Europe, le prix de l'électricité sur les marchés de gros est de plus en plus dépendant des conditions météorologiques : la production d'énergies intermittentes peut entraîner, lorsque le soleil brille et que le vent souffle, une surproduction et des prix bas, voire négatifs ; inversement, sans soleil ni vent, la production chute, créant un déficit d'offre qui fait grimper les prix. En décembre 2024, les tarifs dans la région d'Oslo ont atteint leur plus haut niveau depuis décembre 2022, avant de chuter de 65 % le lendemain, en partie en raison d'une baisse de la production éolienne sur le continent combinée à une demande élevée due à des températures basses. Cet incident a engendré des tensions avec le Danemark concernant deux câbles électriques sous-marins, au point que la Norvège envisage de ne pas les renouveler en 2026 pour limiter les exportations et contrôler les prix domestiques. Le 12 décembre 2024, les prix en Allemagne ont atteint une valeur douze fois supérieure à la moyenne des semaines précédentes, faute de vent et de soleil ; du fait des interconnexions transfrontalières, ces variations se sont en partie répercutées sur le prix payé par le consommateur suédois. La Suède exige que l'Allemagne instaure des zones de tarification variables sur son territoire, afin de lisser les variations, et menace de ne pas autoriser un nouveau câble de connexion de 700 MW avec l'Allemagne.

## Mesures de compensation et de gestion
Les effets de l'intermittence des énergies éolienne et solaire peuvent être en partie atténués par le fait qu'elles se compensent l'une l'autre dans le cas du couple éolien/solaire (il y a souvent plus de vent quand il y a moins de soleil, et inversement) et grâce au stockage,, la consommation d'énergie flexible et l'interconnexion des réseaux électriques. L'éolien est aussi, dans certains pays, quand il occupe une part suffisante du mix énergétique, l'une des variables d’ajustement pour l'équilibrage du réseau électrique.		  		  

### Amélioration des prévisions
La qualité des prévisions météorologiques conditionne la précision des prévisions de production (vents, couverture nuageuse). Sur le réseau français, la précision actuelle permet d'avoir une prévision chaque jour pour le lendemain précise à quelques pourcents près, pour la planification globale, et une prévision à l'heure, pour la commande précises des moyens de production d'ajustement[réf. nécessaire]. Elle est réalisée et publiée par RTE.

### Stockage
Le stockage de l’énergie renouvelable sous la forme d'eau emmagasinée dans les barrages hydroélectriques, ou dans les réservoirs des STEP, peut être une solution économiquement viable, mais limitée par la topologie, l'hydrologie, le coût et les considérations environnementales. Cette approche est exploitée actuellement en Europe du Nord, où le Danemark utilise les barrages scandinaves afin de gérer la variabilité de ses ressources éoliennes. Une étude de l'université nationale australienne estime que théoriquement, hors considérations de coût, de faisabilité et d'environnement, les STEP pourraient pallier complètement le problème de l'intermittence des énergies renouvelables.
Le stockage en batteries est possible mais à coût d'investissement actuellement élevé. Une alternative plus contraignante, dite véhicule-réseau et notamment proposée par Jeremy Rifkin, est d'utiliser les batteries de véhicules électriques. Une autre solution est d'utiliser des volants d'inertie qui convertissent l'énergie électrique en énergie cinétique et inversement. Par ailleurs, la batterie zinc-ion à électrolytes en solution aqueuse, en développement depuis les années 2010, semble pouvoir, à bas coût, offrir une sécurité environnementale très élevée, mais elle se recharge moins rapidement que ses concurrentes.

### Consommation flexible
La consommation flexible est la consommation d'électricité qui peut être déplacée à des heures différentes de la journée en fonction de la disponibilité des ressources renouvelables, on parle aussi d'effacement de consommation électrique. Divers mécanismes permettent d'intégrer la demande flexible dans les marchés de l'électricité. On peut utiliser des programmes qui coupent l'électricité des consommateurs flexibles quelques fois par an, en période de consommation maximale du système ; la tarification accrue de la consommation en période de pointe de consommation électrique est une alternative qui exige des consommateurs un paiement de leur électricité proportionnel à leur consommation en période de pointe. La tarification de l'électricité en temps réel impose que les consommateurs soient constamment avertis des prix de l'électricité et s'adaptent à la disponibilité des ressources renouvelables via les incitations par les prix. Cette connaissance est permise par les réseaux électriques intelligents (smart grids).

### Interconnexion et complémentarité
La mise en commun et l'interconnexion de générateurs thermiques situés dans des centrales de production géographiquement proches permet d’accroître les moyens d'intervention dont disposent les gestionnaires de réseau électrique et leur permet de mieux équilibrer l'intermittence des sources d'énergie renouvelable. En outre, l'agrégation statistique de la production intermittente de régions voisines (le foisonnement) réduit l'incertitude globale de l'approvisionnement renouvelable (sauf si les sources d'énergie renouvelables sont parfaitement corrélées). Par exemple, si les ressources d'énergie solaire qui produisent leur maximum au cours de la journée sont mises en commun avec les ressources éoliennes qui produisent leur maximum au cours de la nuit, le profil de production résultant est plus uniforme et donc plus facile à équilibrer. Cette interconnexion des systèmes voisins peut être favorisée par la construction de nouvelles lignes et par l'harmonisation des opérations des gestionnaires de pays voisins.
À titre d'exemple, aux Pays-Bas en août 2019, Vattenfall a proposé une solution hybride combinant solaire (38 MW photovoltaïques), éolien (six turbines pour 22 MW) et batteries (12 MWh de capacité) pour une production annoncée de 60 MW (en 2020). L'opérateur diminue ainsi le temps sans production ou sans disponibilité d'énergie, ainsi que son coût de connexion au réseau.

### Lissage de la production
Dans une certaine mesure, certaines installations peuvent être conçues pour lisser leur production. Par exemple, explique Charles Roux du CEA, les technologies photovoltaïques intégrant l'hétérojonction et les pérovskites (deux technologies en cours de développement dans les années 2010) peuvent produire de l'électricité plus tôt et plus tard dans la journée, en exploitant les ultraviolets, l'infrarouge et le spectre visible ; elles sont moins vulnérables à la chaleur et, si l'on oriente certains modules photovoltaïques verticalement et sur un axe Est-Ouest, ils peuvent avoir deux pics de production (vers 10 heures le matin et vers 16 heures après-midi), pics qui peuvent lisser la production de la « centrale » à panneaux orientés Sud, dont le pic de production apparaîtrait sans cela à midi.